# Macacos de Silver Spring
Los macacos o monos de Silver Spring fueron 17 macacos nacidos en la selva de Filipinas que se mantuvieron en el Institute for Behavioral Research («Instituto de investigación del comportamiento») en Silver Spring, Maryland, para investigación de la neuroplasticidad, la capacidad del cerebro de los primates adultos para reorganizarse. Desde 1981 hasta 1991, se convirtieron en lo que un escritor llamó los animales de laboratorio más famosos de la historia, como resultado de una batalla entre investigadores, defensores de animales, políticos y los tribunales sobre si usarlos en la investigación o liberarlos en un santuario. 
Los macacos habían sido utilizados como sujetos de investigación por Edward Taub, un psicólogo, que había cortado los ganglios aferentes que se encargan de proporcionar sensación desde los brazos hasta el cerebro, luego usó cabestrillos para sujetarles los brazos, tanto el aferente como el desaferente, para entrenarles a usar las extremidades que los macacos no podían sentir.  En mayo de 1981, Alex Pacheco, del grupo de derechos de los animales «Personas por el Trato Ético de los Animales» (PETA), comenzó a trabajar encubierto en el laboratorio y alertó a la policía sobre lo que PETA consideraba condiciones de vida inaceptables para los macacos. En lo que fue la primera redada policial en los EE. UU. contra un investigador de animales, la policía ingresó al Instituto y les retiró a los macacos, acusando a Taub de 17 cargos por crueldad hacia los animales y sin proporcionar atención veterinaria adecuada. Fue condenado por seis cargos; cinco fueron anulados durante un segundo juicio, y la condena final fue anulada en apelación en 1983, cuando el tribunal dictaminó que la legislación sobre crueldad animal de Maryland no se aplicaba a los laboratorios financiados por el Gobierno federal.
La batalla subsiguiente por la custodia de los macacos vio a celebridades y políticos hacer campaña por la liberación de los monos, así como una enmienda en 1985 a la Ley de Bienestar Animal, la transformación de PETA en un movimiento nacional, la creación de la primera cédula norteamericana del Frente de Liberación Animal, y el primer caso de investigación animal en llegar a la Corte Suprema de los Estados Unidos. En julio de 1991, la solicitud de PETA al Tribunal Supremo por la custodia de los macacos fue rechazada. Días después, los últimos dos monos fueron sacrificados  después de que los veterinarios determinaron que estaban sufriendo.
Durante la posterior disección de los monos, se descubrió que se había producido una reasignación cortical significativa, lo que sugiere que ser forzado a usar extremidades sin aporte sensorial había provocado cambios en la organización de sus cerebros. Esta evidencia de la plasticidad del cerebro ayudó a anular la opinión generalizada de que el cerebro adulto no puede reorganizarse en respuesta a su entorno. Después de cinco años de recibir amenazas de muerte y no poder reincorporarse a la investigación médica, Taub recibió una beca de la Universidad de Alabama, donde desarrolló una nueva forma de terapia, basada en el concepto de neuroplasticidad, para personas discapacitadas como resultado de daño cerebral. Conocido como «terapia de movimiento inducida por coacción» (Constraint-induced movement therapy), ha ayudado a los sobrevivientes de un derrame cerebral a recuperar el uso de extremidades paralizadas durante muchos años, y ha sido aclamado por la American Stroke Association por estar a la vanguardia de una revolución.

## Trasfondo

### Edward Taub
Edward Taub (nacido en 1931) es un neurocientífico conductual que actualmente reside en la Universidad de Alabama en Birmingham. Se interesó por el conductismo mientras estudiaba filosofía en la Universidad de Columbia, y luego estudió con los psicólogos experimentales Fred Keller y Wiliam Schoenfeld. Tomó un trabajo como asistente de investigación en un laboratorio de neurología para obtener una mejor comprensión del sistema nervioso, y se involucró en experimentos de desaferencia con monos.
Un nervio aferente es un nervio sensorial que transmite impulsos desde la piel y otros órganos sensoriales hasta la columna vertebral y el cerebro. La desaferencia es un procedimiento quirúrgico en el que se abre la médula espinal y se cortan los nervios sensoriales para que estos impulsos no lleguen al cerebro. Un mono cuyas extremidades han sido desaferenciadas no las sentirá, ni siquiera podrá sentir dónde están en el espacio. En su juicio en 1981, Taub le dijo a la corte que los macacos desaferenciados son notoriamente difíciles de cuidar, porque consideran sus extremidades desaferentes como objetos extraños, los mutilan y tratan de masticarlos. Taub continuó trabajando con monos desaferentes en la Universidad de Nueva York, donde obtuvo su Ph.D. en 1970. Comprometido en lo que vio al principio como investigación fundamental, realizó varios tipos de experimentos de desaferencia. Desaferenció los cuerpos enteros de los monos, para que no pudieran sentirse parte de sí mismos. Los desaferenció al nacer. Sacó fetos del útero, los desaferenció y luego los devolvió a la matriz sin el sentido de sus propios cuerpos.
Cuando Taub comenzó su investigación en el laboratorio de neurología, la opinión predominante era que los macacos no podrían usar miembros que no pudieran sentir. Norman Doidge escribió que Taub se preguntaba si la razón por la que los macacos abandonaron el uso de las extremidades desaferenciadas era simplemente que todavía podían usar las buenas. Puso a prueba su idea desaferenciando un brazo de mono y restringiendo el brazo bueno en un cabestrillo. Posteriormente, el macaco usó su brazo desaferenciado para alimentarse y moverse. Pensó que si un mono se negaba a usar un brazo desaferenciado porque podía confiar en su brazo bueno, entonces la desaferenciación de ambos brazos obligaría al mono a usarlos, un hallazgo que parecía paradójico, pero que sus experimentos confirmaron. Incluso desactivó toda la médula espinal, de modo que el mono no recibió información sensorial de ninguna de sus extremidades, pero aun así las utilizó. Doidge escribe que Taub tuvo una «epifanía», adivinando que la razón por la que los monos no usarían sus extremidades desaferenciadas era simplemente porque habían aprendido a no hacerlo, una idea que él llamó learned non–use («no–uso aprendido»).

### Alex Pacheco
Alex Pacheco (nacido en 1958) era un estudiante graduado en la Universidad George Washington cuando se ofreció como voluntario en mayo de 1981 para trabajar como asistente de investigación en el laboratorio de Taub. The Washington Post escribe que fue criado en México, hijo de un médico, y que quería ser sacerdote. Hizo un recorrido por un matadero en la década de 1970 y dijo que le cambió la vida; leyó Animal Liberation (1975) de Peter Singer, dejó de comer carne y se convirtió en un activista de los derechos de los animales. Trabajó en un barco contra la caza de ballenas (anti–whaling ship), la Sea Shepherd Conservation Society (Sociedad de conservación Pastor del Mar), la Hunt Saboteurs Association (Asociación de saboteadores de la caza) en Reino Unido, y cuando regresó a los Estados Unidos para estudiar ciencias políticas en George Washington, se asoció con Ingrid Newkirk, que por aquel entonces trabajaba en una perrera local, para formar PETA en marzo de 1980. El objetivo de tomar el puesto de investigación en el laboratorio de Taub fue obtener experiencia de primera mano de lo que sucede en los laboratorios de investigación animal, por lo que buscó en una lista de laboratorios financiados por el gobierno y eligió el uno más cercano a su casa en Takoma Park. Taub le ofreció un puesto no remunerado y lo puso a trabajar con una estudiante, Georgette Yakalis.

### Macacos
Dentro del Instituto para la Investigación del Comportamiento, Taub estaba llevando a cabo experimentos de desaferenciación en 16 macacos cangrejeros macho (Macaca fascicularis), y un macaco rhesus hembra (Macaca mulatta), cada uno de unos 14 cm de altura y todos nacidos en Filipinas. Cada mono vivía solo en una jaula de alambre que medía 45 × 45 cm, sin ropa de cama, sin tazón de comida y sin enriquecimiento ambiental, las jaulas se mantenían en una habitación sin ventanas de 1.4 m². Pacheco escribe que 12 de los 17 monos habían sufrido desaferencia en uno o ambos brazos, mientras que de acuerdo con el boletín del laboratorio de primates (Laboratory Primate Newsletter), 10 macacos habían sufrido desaferencia, mientras que los otros 7 actuaban como grupo de control.
Los investigadores habían nombrado a los monos Chester, Paul, Billy, Hard Times, Domitian, Nero, Titus, Big Boy, Augustus, Allen, Montaigne, Sisyphus, Charlie, Brooks, Hayden, Adidas y Sarah. Sarah, la mujer solitaria, era un sujeto de control, lo que significaba que la habían dejado intacta. La habían comprado al distribuidor Litton Laboratories, cuando tenía un día de vida, y había vivido desde entonces, durante ocho años, en el Instituto. Paul era el mayor. Había sufrido desaferencia en un brazo. Se había masticado todos los dedos de esa mano y se arrancó la piel y la carne de la palma, dejando al descubierto el hueso. Billy se había sometido a una cirugía para desaferenciar ambos brazos y usó los pies para recoger bolitas de comida.

## Redada policial y cargos

### Descripción de Pacheco del laboratorio.
Pacheco escribió que encontró a los macacos viviendo en condiciones sucias. Encontró cadáveres de monos congelados en un refrigerador y otros flotando en formaldehído (formol). Alegó que, en la sala de cirugía, los registros de humanos y monos estaban dispersos por todas partes, incluso debajo de la mesa de operaciones, mientras que los zapatos y la ropa sucios, los excrementos de ratas y la orina cubrían el piso, con cucarachas en los cajones, en el piso, y alrededor del fregadero. 
Dijo que los alambres de las jaulas estaban cubiertos de suciedad, con heces apiladas en el fondo de las jaulas, y orina y óxido en cada superficie, con los 17 monos recogiendo restos de comida que habían caído a través del piso de alambre de las jaulas (en las bandejas de desechos de abajo). Alegó que las jaulas no habían sido limpiadas durante meses, que no había platos para mantener la comida lejos de las heces, y que los monos no tenían nada más en las jaulas que ellos mismos. Escribió que 12 de los macacos tenían extremidades desaferenciadas, con 39 de sus dedos deformados o faltantes. Los describió como neuróticos, atacando sus miembros insensibilizados como si fueran objetos extraños:

Nadie se molestó en vendar adecuadamente las heridas de los macacos (en las pocas ocasiones en que se usaron vendajes), y los antibióticos se administraron solo una vez; no se limpiaron laceraciones ni lesiones de autoamputación. Cada vez que se aplicaba una venda, nunca se cambiaba, sin importar cuán sucia o sucia se volviera. Los dejaron encendidos hasta que se deterioraron hasta el punto de caerse de la extremidad lesionada. Viejos fragmentos podridos de vendaje estaban pegados al piso de la jaula donde recolectaban orina y heces. Los monos también sufrieron una variedad de heridas autoinfligidas o infligidas por otros macacos, que las agarraban de las jaulas adyacentes. Vi tejido muscular decolorado y expuesto en sus brazos. Dos monos tenían huesos que sobresalían de su carne. Varios se habían mordido sus propios dedos y tenían trozos supurantes, que extendieron hacia mí mientras discretamente sacaba fruta de mis bolsillos. Con estas extremidades lamentables, buscaban algo que llevarse a la boca en el fondo de su jaula.
Alex Pacheco

### Inspecciones informales y redadas
Pacheco decidió documentar las condiciones en el laboratorio. Le dijo a Taub que quería trabajar de noche y tomó fotografías que mostraban las condiciones de vida de los monos. Se los mostró en julio a activistas por los derechos de los animales, incluido Cleveland Amory, quien le dio dinero para una mejor cámara y algunos walkie-talkies, para que un puesto de vigilancia fuera de él pudiera alertarlo si los visitantes llegaban inesperadamente. También le pidió a Peter Hamilton, de la Fundación Lifeforce con sede en Vancouver, que lo ayudara con la investigación. En agosto, Pacheco comenzó a invitar a veterinarios y científicos al laboratorio para presenciar las condiciones. Según The Washington Post, Geza Teleki, un primatólogo de la Universidad George Washington, escribió que nunca había visto un laboratorio con tan mal mantenimiento, y el psicólogo Donald Barnes, un exinvestigador de primates, escribió que era un «ambiente miserable y poco saludable para los primates» y «un peligro para la salud humana». Un veterinario local, Richard Weitzman, estuvo de acuerdo en que el laboratorio estaba muy sucio, pero dijo que los macacos parecían estar bien alimentados y «en muy buena salud».
Pacheco denunció la situación a la policía del condado de Montgomery, que allanó el laboratorio el 11 de septiembre de 1981 bajo la ley de prevención de crueldad hacia los animales de Maryland. PETA avisó a los medios de comunicación de antemano, de modo que varios periodistas y un equipo de camarógrafos presenciaron la redada. Más tarde, los oficiales declararon que los macacos vivían en condiciones sucias. Richard Swain, quien dirigió la redada, dijo a The Washington Post en 1991: «Estaba absolutamente sucio, increíblemente sucio, como nada en lo que he estado. He ejecutado muchas órdenes de registro. He trabajado en asesinatos, narcóticos, vicio... pero esta fue la primera vez que entré en una habitación y me sentí legítimamente preocupado por mi salud, solo por estar allí». Taub fue acusado de 17 cargos de crueldad animal y de no proporcionar atención veterinaria adecuada.
La policía sacó a los macacos del laboratorio al sótano de una casa en Rockville propiedad de Lori Kenealy de la sociedad humanitaria local. Peter Carlson escribe en The Washington Post que los activistas les dieron juguetes, que los activistas les cepillaron los dientes, los vigilaron las 24 horas y les permitieron ver telenovelas durante el día. Mientras tanto, los abogados de Taub acudieron a los tribunales y exigieron su devolución, y diez días después de la redada, un juez aceptó la solicitud. Y de repente, escribe Carlson, los macacos desaparecieron. Kenealy no estaba en casa cuando sucedió, e insistió en que no sabía nada al respecto. Richard Swain, quien dirigió la redada policial, la arrestó y la encerró en la cárcel una noche. A PETA le dijeron que no podría haber acción legal contra Taub sin los macacos como evidencia. Carlson escribe que, tan repentinamente como habían desaparecido, fueron devueltos cinco días después, esta vez con musgo español en sus jaulas después de unas vacaciones en Florida, según los activistas. Después de otro breve enfrentamiento, los macacos fueron devueltos a Taub.

### Respuesta de Taub
Taub dijo que había sido engañado. Dijo que su laboratorio había estado limpio cuando se fue de vacaciones, pero que Pacheco no había limpiado las jaulas, había descuidado a los animales y luego sometió al laboratorio a informes falsos de crueldad. Durante las vacaciones de Taub en agosto, que duraron más de dos semanas, en siete días diferentes en los que se suponía que los animales habían sido alimentados y limpiaban el área de la jaula, los dos cuidadores no se presentaron al trabajo. Taub estimó la probabilidad de siete ausencias en ese período de 2.5 semanas en siete en un billón basado en los 14 meses anteriores de registros de asistencia de los trabajadores. En tres de esos días de ausencia, Pacheco trajo gente para enseñar la situación de los macacos. El asistente de investigación de Taub, John Kunz, un estudiante graduado, dijo que era simplemente que los cuidadores aprovecharon la ausencia de Taub para tener sus propias vacaciones.
Durante el juicio en octubre y noviembre de 1981 de Taub y Kunz, Taub dijo a la corte, según lo informado por The Baltimore Sun, que los monos habían recibido un tratamiento «amable» y que tenían lo que él llamó un «notable historial de salud». Reconoció que no habían sido vistos por un veterinario en los dos años anteriores, porque él mismo era un experto en el tratamiento de monos desaferentes. Respondiendo a las imágenes de los monos con llagas abiertas y vendajes en descomposición, dijo que usar ungüentos y vendajes es más peligroso que dejar las condiciones sin tratamiento; Los macacos no sienten dolor por las extremidades desaferenciadas y aprenden a ignorarlos, dijo, mientras que llamar la atención sobre las heridas con ungüentos o vendajes provocaría que los animales los mordieran o arañaran. Las vendas podrían ser necesarias donde las heridas habían crecido sin control, o donde había una infección masiva, y a veces era mejor dejar que las vendas se deterioraran, dijo. Taub también testificó que algunas de las fotografías que tomó Pacheco habían sido puestas en escena para un efecto dramático. Norman Doidge escribió en 2007 que, según Taub, los monos en las fotografías habían sido colocados en posiciones que no formaban parte del procedimiento de laboratorio, un reclamo que Pacheco negó. En cuanto a la suciedad, Taub dijo que «los cuartos donde hay monos son lugares sucios», y que era normal en los laboratorios que la materia fecal cayera en el piso y que los alimentos cayeran a través de los fondos de las jaulas hacia las bandejas de desechos. Dijo que los empleados habían usado escobas y trapeadores en el piso, y habían vaciado las bandejas de basura casi todos los días. Dijo que a los monos se les había dado fruta fresca dos veces por semana, y que no estaba de acuerdo con los veterinarios que testificaron para el enjuiciamiento de que la macaco hembra, Sarah, tenía muy poco peso.

### Investigación del Instituto Nacional de Salud
Los Institutos Nacionales de Salud (NIH), que habían financiado la investigación de Taub, suspendieron su subvención de investigación de $115.000. Inició su propia investigación y envió a la Oficina de Protección contra los Riesgos de Investigación (OPRR) para evaluar el laboratorio de Taub. OPRR descubrió que el cuidado de los animales del laboratorio falló de manera significativa y concluyó que era extremadamente antihigiénico. Basado en la investigación de OPRR, NIH suspendió el financiamiento restante para los experimentos, más de $200.000, debido a violaciones de sus pautas de cuidado de animales. William Raub y Joe Held, funcionarios de NIH, escribieron en el Boletín de Neurociencia en abril de 1983 que los monos desaferenciados mantenidos en NIH desde mayo de 1981, y sometidos a los mismos procedimientos quirúrgicos, no habían desarrollado lesiones comparables a las de cinco de los monos desaferenciados del laboratorio de Taub. «En base a estas observaciones», escribieron, «parecería que las fracturas, dislocaciones, laceraciones, pinchazos, contusiones y abrasiones con infección acompañante, inflamación aguda y crónica y necrosis no son las consecuencias inevitables de la desaferencia». Después de la apelación, de acuerdo con los escritos de Doidge en 2007, 67 sociedades profesionales hicieron representaciones en nombre de Taub, y el NIH revocó su decisión de no financiar su investigación. En 1991, el neurocientífico David Hubel, refiriéndose tanto al caso de los macacos de Silver Spring como a una película de PETA sobre la clínica de lesiones de cabeza de la Universidad de Pensilvania en 1984, dijo que la ciencia era sólida, que las personas involucradas no eran crueles y que en ese momento había una «laxitud de los estándares» en el cuidado de los animales que, escribió, difícilmente sería concebible hoy.

## Pruebas y apelación

### Primera prueba (octubre 1981)
Según Peter Carlson, todos los aspectos del caso fueron disputados por expertos de ambos lados durante el primer juicio en octubre de 1981. La fiscalía dijo que el laboratorio de Taub estaba sucio e insalubre, y los informes y testigos de la inspección federal respaldaron el cargo. Taub dijo que el laboratorio no estaba más sucio que cualquier otro, y también produjo informes de inspección federales y testigos para respaldar su posición. Los veterinarios que hablaron por la fiscalía dijeron que el fracaso de Taub para vendar las heridas de los monos era una amenaza para su salud; Los veterinarios para la defensa, incluidos dos que habían trabajado con monos cuyas extremidades habían sido desaferenciadas, dijeron que vendarlos causaría que los animales atacaran las extremidades. Carlson escribe que la fiscalía produjo 70 fotografías de condiciones sucias y monos heridos, mientras que los investigadores que habían trabajado en el laboratorio testificaron para la defensa que nunca habían visto un laboratorio así. El juez de la corte de distrito Stanley Klavan, encontró a Taub culpable de seis cargos de crueldad hacia los animales por no proporcionar la atención veterinaria adecuada con respecto a 6 de los monos, y lo absolvió de los otros 11 cargos en su contra. Multó a Taub con $3.000. El asistente de laboratorio, John Kunz, fue absuelto de los 17 cargos.

### Segunda prueba y apelación (1982 y 1983)
Taub tuvo un segundo juicio en junio de 1982. Después de tres semanas en el Tribunal de Circuito del Condado de Montgomery, un jurado lo absolvió de cinco de las condenas y confirmó el sexto cargo de cuidado veterinario inadecuado de Nero, cuyas heridas fueron tales que un veterinario del NIH luego le amputó el brazo desaferenciado. Taub fue multado con $500. El sexto cargo fue anulado en apelación, cuando el tribunal dictaminó que la ley de prevención de crueldad hacia los animales de Maryland no se aplicaba a los laboratorios financiados por el gobierno federal.

## Lucha por la custodia
Después de que los macacos fueran devueltos a Taub, fueron transferidos a una instalación de NIH. Posteriormente fueron trasladados al Centro Regional de Investigación de Primates de Tulane en Covington, Luisiana, aún bajo el cuidado y control del NIH. Dos santuarios de primates, Moorpark College en California y Primariamente Primates en Texas, les ofrecieron un hogar permanente, pero el NIH se negó a liberarlos.
El NIH los trasladó al Delta Primate Center en junio de 1986. Les negó el poder visitar a los animales a unos activistas que habían podido visitar y acariciar a los animales en el centro anterior. En 1987, los cuidadores de los 14 macacos restantes recomendaron que se sacrificara por eutanasia a ocho de ellos, porque consideraron imposible alguna esperanza de resocialización. Una demanda presentada por PETA y otros buscaba bloquear la eutanasia y transferir a los animales a una instalación bajo su control. La New England Anti-Vivisection Society y PETA publicaron anuncios en The New York Times el 26 de diciembre de 1989, The Washington Post el 27 de diciembre y en The Washington Times el 3 de enero de 1990, pidiéndole al presidente Bush que salvara a los macacos, y se pidió a la ciudadanía sumarse en esta petición a la Casa Blanca. Después de que la corte negara la custodia de los monos a PETA, dos de los monos, Titus y Allen, fueron retenidos para los Institutos Nacionales de Salud en un centro de primates de la Universidad Tulane, donde luego fueron sacrificados.

## Experimentos finales y eutanasia

Los homúnculos que muestran qué partes del cuerpo están controladas por la corteza sensorial y la corteza motora. La investigación de Taub sobre los monos Silver Spring desafió la teoría de que las funciones cerebrales se fijaban en determinados lugares.

El National Institutes of Health dijo en 1987 que no se realizarían más investigaciones invasivas sobre los monos, pero de hecho se realizaron más experimentos con ellos en 1990. NIH presentó los experimentos en la demanda por la custodia de los animales en 1989. Propuso realizar un estudio profundo anestesia quirúrgica durante todos los procedimientos seguidos de eutanasia. Después de la eutanasia, el examen de tejido continuaría. El tribunal permitió a un grupo de investigadores del NIH realizar un experimento terminal el 14 de enero de 1990 con uno de los monos que se había enfermado. Bajo anestesia, se colocaron electrodos en su cerebro y se tomaron cientos de grabaciones. El Boletín de Laboratorio de Primates dijo que revelaba un «grado sin precedentes de reorganización de la corteza sensorial. Se descubrió que un área de 8 a 10 milímetros de ancho que normalmente recibiría información de la mano se había llenado completamente con información de la cara». Los estudios de mapeo cerebral se realizaron en los monos restantes el 6 de julio de 1990, tres días después de que se rechazara la solicitud de custodia de PETA. Los monos fueron posteriormente sacrificados. Durante estos experimentos, los científicos descubrieron un cambio imprevisto en la estructura del tálamo aparentemente causado por la degeneración nerviosa progresiva a través de los ganglios de la raíz dorsal (que fueron cortados) y las columnas dorsales hasta el tálamo (un objetivo sináptico de segundo orden).

## Terapia de movimiento inducida por restricciones
Basado en parte en su trabajo con los macacos de Silver Spring, Taub desarrolló técnicas novedosas de fisioterapia para ayudar a las víctimas de accidente cerebrovascular y a aquellos con otras formas de lesión cerebral a recuperar el uso de las extremidades afectadas. La American Stroke Association considera que la terapia de Taub, conocida como terapia de movimiento inducida por coacción/restricción (IC), está «a la vanguardia de una revolución» en el tratamiento de los sobrevivientes de un accidente cerebrovascular. Con la terapia de CI, el paciente se ve obligado a usar la extremidad afectada, en la medida mínima posible, al restringir la que no está afectada. La extremidad afectada se usa intensamente durante tres a seis horas cada día durante al menos dos semanas. Como resultado de participar en movimientos repetitivos con la extremidad afectada, el cerebro desarrolla nuevas vías neuronales que controlan el uso de la extremidad, como resultado de lo cual las víctimas de derrames cerebrales que estuvieron gravemente discapacitados durante muchos años recuperaron el uso de extremidades que estaban casi completamente paralizado.

## Further reading
- Francione, G. L (1995). Animals, property, and the law. Temple Univ Pr. pp. 72–78 and 87–89. ISBN 978-1-56639-284-6.
- "Judge Refuses to Prevent Deaths of Monkeys in Federal Laboratory", The New York Times, 1 de julio de 1990.
- "High Court Justice Blocks Killing of Two Monkeys in Experiments", Associated Press, 11 de abril de 1991.

Selected papers by Edward Taub
- Taub, Edward; Perrella, Philip; Barro, Gilbert. "Behavioral Development after Forelimb Deafferentation on Day of Birth in Monkeys with and without Blinding", Science, Vol. 181. no. 4103, 7 de septiembre de 1973, pp. 959–960.
- Taub, E. "Movement in nonhuman primates deprived of somatosensory feedback", Exercise and Sports Science Reviews, Vol. 4 (pp. 335–374), 1977.
- Taub, E. "Somatosensory deafferentation research with monkeys: Implications for rehabilitation medicine". In L. P. Ince (ed.). Behavioral Psychology in Rehabilitation Medicine: Clinical Applications (pp. 371–401), Williams & Wilkins Co., 1980.
- Taub, E. "Overcoming learned nonuse: A new behavioral medicine approach to physical medicine". In J. G. Carlson, S. R. Seifert, & N. Birbaumer. (eds.) Clinical Applied Psychophysiology (pp. 185–220), Springer, 1994.
- Taub, E., Burgio, L., Miller, N. E., Cook, E.W. III, Groomes, T., DeLuca, S., & Crago, J. "An operant approach to overcoming learned nonuse after CNS damage in monkeys and man: The role of shaping," Journal of the Experimental Analysis of Behavior, 61, 281-293, 1994.
- Taub, E., & Crago, J. E. "Behavioral plasticity following central nervous system damage in monkeys and man". In B.Julesz & I. Kovacs (eds.). Maturational Windows and Adult Cortical Plasticity. Vol. 23 (pp. 201–215), Addison-Wesley, 1995.
- Taub, E., Pidikiti, R. D., DeLuca, S. C., & Crago, J. E. "Effects of motor restriction of an unimpaired upper extremity and training on improving functional tasks and altering brain/behaviors". In J. Toole (ed.). Imaging and Neurologic Rehabilitation (pp. 133–154), Demos Vermande, 1996.
- Taub, E., & Wolf, S.L. "Constraint-Induced (CI) Movement techniques to facilitate upper extremity use in stroke patients," Topics in Stroke Rehabilitation, 3, 38-61, 1997.

- Datos: Q382299